# Opel 8/9 PS
Der Opel 8/9 PS war ein Pkw der unteren Mittelklasse, den die Adam Opel KG von 1903 bis 1907 als Nachfolger des Modells 9 PS baute.

## Geschichte und Technik
Der 9 PS war der erste Opel, den der Rüsselsheimer Automobilhersteller nach dem System Darracq baute. Im Unterschied zu seinem Vorgänger, dessen Motor liegend im Heck eingebaut war, hatte der 9 PS einen vorne stehend eingebauten Motor geringeren Hubraums, aber größerer Leistung.
Der Motor war ein Einzylindermotor mit 1470 cm³ Hubraum mit einer Bohrung von 120 mm und einem Hub von 130 mm, der 9 PS (6,6 kW) bei 1200/min leistete. Wie beim Vorgänger war der wechselgesteuerte Motor wassergekühlt. Die Motorleistung wurde über eine Lederkonuskupplung, ein manuelles Dreiganggetriebe mit Lenksäulenschaltung und eine Kardanwelle an die Hinterachse weitergeleitet. Die Höchstgeschwindigkeit der Wagen lag bei 45–50 km/h, der durchschnittliche Benzinverbrauch sank deutlich auf 6,25 l / 100 km.
Der Rahmen war ein Plattformrahmen aus Stahlblech-U-Profilen und mit Holz armiert. Die beiden Starrachsen waren, wie beim Vorgänger, an halbelliptischen Längsblattfedern aufgehängt. Die Bremse war als Bandbremse ausgeführt, die auf die Hinterräder wirkte.
Wie beim Vorgänger, gab es drei Karosserievarianten, einen zweisitzigen Phaeton, einen viersitzigen Tonneau und ein zweisitziges Coupé.
1907 wurde der Bau des 8/9 PS eingestellt. Nachfolger war ab 1909 das Modell 6/12 PS.